# 海茨敦
海茨敦（Hightstown）是美国新泽西州默瑟县的一个自治市镇。截至2010年美国人口普查，海茨敦人口为5,494人，比2000年人口普查的5,216人增加了278人（增长5.3％），2000年则比1990年人口普查的5,126人增加了90人（增长1.8％）。
海茨敦于1853年3月5日在东温莎镇部分地区通过新泽西州议会成立，该行政区完全自治。东温莎镇的其他部分在1913年，1915年和1927年被吞并。它以约翰和玛丽·海特（John and Mary Hight）命名，他们1750年代在该地区建立了一家酒馆。